# Superserien 1997
Superserien 1997 var Sveriges högsta division i amerikansk fotboll för herrar säsongen 1997. Serien spelades 27 april–3 augusti 1997. Serien bestod av två konferenser, Norra konferensen och Södra konferensen, och vanns av Stockholm Mean Machines respektive Limhamn Griffins. I en sammanvägd tabell hade Limhamn segrat. Lagen möttes i dubbelmöten i den egna konferensen och i enkelmöten mellan konferenserna. Vinst gav 2 poäng, oavgjort 1 poäng och förlust 0 poäng.
De två bäst placerade lagen i varje konferens gick vidare till slutspel. SM-slutspelet spelades 10 augusti–24 augusti och vanns av Stockholm Mean Machines.
De två sämst placerade lagen i den sammanvägda tabellen fick kvala mot lag från division 1 om två platser i nästa års serie.

## Tabeller

### Norra konferensen
| Nr | Lag                     | S  | V | O | F | GP  | IP  | PS   | P  |
| -- | ----------------------- | -- | - | - | - | --- | --- | ---- | -- |
| 1  | Stockholm Mean Machines | 10 | 9 | 0 | 1 | 439 | 95  | +344 | 18 |
| 2  | Uppsala 86ers           | 10 | 4 | 0 | 6 | 215 | 312 | −97  | 8  |
| 3  | Arlanda Jets            | 10 | 2 | 0 | 8 | 213 | 372 | −159 | 4  |
| 4  | Västerås Roedeers       | 10 | 2 | 0 | 8 | 173 | 448 | −275 | 4  |

### Södra konferensen
| Nr | Lag                             | S  | V  | O | F | GP  | IP  | PS   | P  |
| -- | ------------------------------- | -- | -- | - | - | --- | --- | ---- | -- |
| 1  | Limhamn Griffins                | 10 | 10 | 0 | 0 | 381 | 83  | +298 | 20 |
| 2  | Kristianstad C4 Lions (RL) (RM) | 10 | 5  | 0 | 5 | 342 | 231 | +111 | 10 |
| 3  | Örebro Black Knights            | 10 | 4  | 0 | 6 | 212 | 268 | −56  | 8  |
| 4  | Göteborg Giants                 | 10 | 4  | 0 | 6 | 221 | 387 | −166 | 8  |

Färgkoder:
|      | – Kvalificerad för mästerskapsslutspel |
|      | – Kvalspel mot lag från division 1     |
| (RL) | – Regerande ligamästare (seriesegrare) |
| (RM) | – Regerande svenska mästare            |

## Matchresultat
| Hemma \ Borta           | AJ    | GG    | KCL   | LG    | SMM   | U8    | VR    | ÖBK   |
| Arlanda Jets            | —     | —     | —     | 6–34  | 7–52  | 22–34 | 42–7  | 27–34 |
| Göteborg Giants         | 48–44 | —     | 38–30 | 6–50  | —     | 29–14 | —     | 20–42 |
| Kristianstad C4 Lions   | 56–0  | 51–28 | —     | 18–30 | 21–28 | —     | —     | 32–6  |
| Limhamn Griffins        | —     | 48–14 | 32–8  | —     | 34–9  | —     | 46–0  | 38–9  |
| Stockholm Mean Machines | 49–10 | 49–0  | —     | —     | —     | 33–2  | 92–0  | 38–0  |
| Uppsala 86ers           | 37–27 | —     | 13–38 | 3–45  | 14–41 | —     | 44–13 | —     |
| Västerås Roedeers       | 21–28 | 52–24 | 18–62 | —     | 7–48  | 26–34 | —     | —     |
| Örebro Black Knights    | —     | 7–14  | 38–26 | 10–24 | —     | 38–20 | 28–29 | —     |

## Slutspel

### Semifinaler
|  | 10 augusti 1997 | Stockholm Mean Machines | 36 – 12 | Kristianstad C4 Lions |  |  |
|  |                 |                         |         |                       |  |  |
|  |                 |                         |         |                       |  |  |
|  |                 |                         |         |                       |  |  |

|  | 10 augusti 1997 | Limhamn Griffins | 36 – 37 | Uppsala 86ers |  |  |
|  |                 |                  |         |               |  |  |
|  |                 |                  |         |               |  |  |
|  |                 |                  |         |               |  |  |

### SM-final
|  | 24 augusti 1997 | Stockholm Mean Machines | 28 – 21 | Uppsala 86ers | Stockholms Stadion |  |
|  |                 |                         |         |               |                    |  |
|  |                 |                         |         |               |                    |  |
|  |                 |                         |         |               |                    |  |

## Kval till Superserien 1998
|  | 31 augusti 1997 | Tyresö Royal Crowns | 36 – 12 | Västerås Roedeers |  |  |
|  |                 |                     |         |                   |  |  |
|  |                 |                     |         |                   |  |  |
|  |                 |                     |         |                   |  |  |

|  |  | Carlstad Crusaders | 21 – 14 | Arlanda Jets |  |  |
|  |  |                    |         |              |  |  |
|  |  |                    |         |              |  |  |
|  |  |                    |         |              |  |  |